# استان پراچواپ خیری خان

نقشهٔ تایلند و جایگاه استان پتچابوری.

استان پراچواپ خیری خان یکی از استانهای کشور تایلند است. مساحت آن ۶۳۶۷ کیلومترمربع می‌باشد. جمعیت این استان در سال ۲۰۰۰ بالغ بر ۴۹۴۰۰۰ نفر برآورد شده‌است.
استان خیری خان نظر تقسیمات کشوری بخشی از ناحیه غرب تایلند به حساب می‌آید. مرکز این استان شهر خیری خان است.